# Morata de Tajuña
Morata de Tajuña es un municipio y localidad española del sureste de la Comunidad de Madrid. El término municipal, ubicado en el valle del río Tajuña, cuenta con una población de 8319 habitantes (INE 2024).

## Geografía
Se encuentra situado en la Meseta Sur, en la comarca de La Alcarria. Limita al norte con Arganda del Rey, al sur con Chinchón y Valdelaguna, al este con Perales de Tajuña y al oeste con San Martín de la Vega. 
Morata de Tajuña se encuentra situada en el curso bajo del río Tajuña, en el valle que forma la vega de Morata de Tajuña. Este río, que nace en el término municipal de Maranchón (Guadalajara) y que es un subafluente del Tajo, discurre por las provincias de Madrid y Guadalajara. Las aguas del río se usan ampliamente para el riego en la amplia vega por la que discurre, a través de numerosas caceras o acequias, y también para proporcionar energía hidráulica a los molinos harineros, como el de Morata de Tajuña que se ve en la imagen.

## Historia
El nombre de Morata de Tajuña puede tener su origen en que en su término había muchas moreras y morales, o bien por su terreno, que estaba muy dispuesto para ello, para el cultivo de moreras.
Por algunos objetos y lápidas funerarias que se han encontrado en sus alrededores, se podría suponer que es de fundación anterior a la época romana, cuando los pobladores prehistóricos abandonan las cuevas cercanas al río y se establecen en recintos fortificados que contienen chozas de barro y madera. 
Por supuesto, llegan los romanos, pues a ellos es debida la decidida apuesta por aprovechar al máximo las aguas del río Tajuña o Tagonius como se conocía en latín. Para ello, dotaron a la vega morateña de una red de regadíos que después aprovecharían los árabes; y antes los visigodos.
También dejaron su huella de siglos en la toponimia del nombre de Morata que ya en los tiempos del avance cristiano por el territorio al sur de la cordillera empieza a aparecer en los primeros documentos escritos.
En el siglo XV tiene lugar en Morata el matrimonio de Hernando Díaz de Benavente con su esposa Juana Díaz, hecho teatralizado en la obra La piedad ejecutada de Lope de Vega.

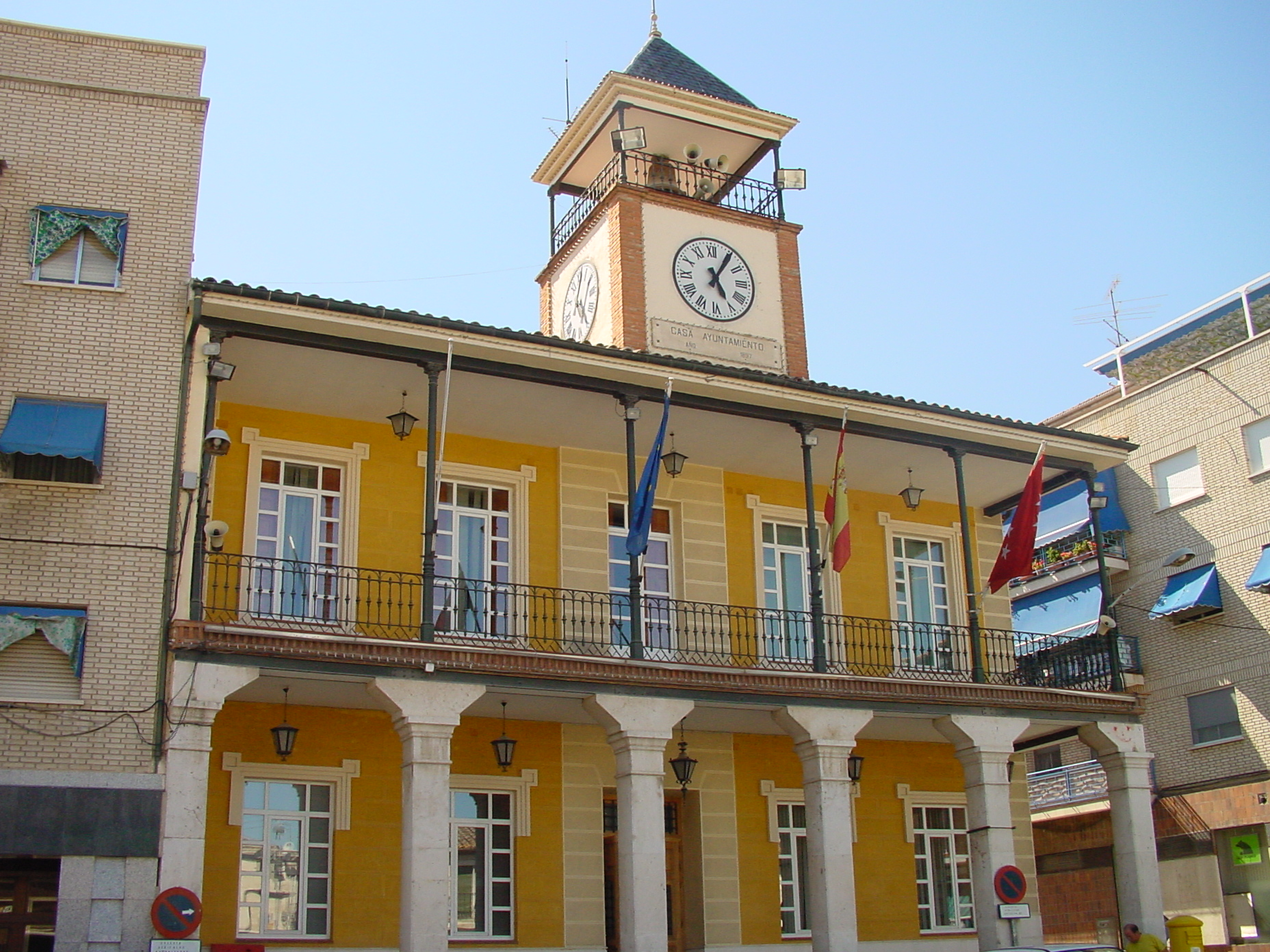
Ayuntamiento de Morata de Tajuña

A mediados del siglo XIX, el lugar contaba con una población censada de 2482 habitantes. La localidad aparece descrita en el undécimo volumen del Diccionario geográfico-estadístico-histórico de España y sus posesiones de Ultramar de Pascual Madoz de la siguiente manera:

MORATA: v. con ayunt. de la prov., aud. terr. y c. g. de Madrid (5 leg.), part. jud. de Chinchón (1), dióc. de Toledo (12). sit. á la falda de unos cerros que la dominan por el lado N. y á la orilla del r. Tajuña; la combaten los vientos E., S. y O.; su clima es algo húmedo, y las enfermedades mas comunes calenturas intermitentes. Tiene 400 casas de dos pisos en lo general y de mediana construccion, 150 cuebas en la parte de los cerros, una plaza pequeña en la que está la casa de ayunt. y la cárcel, 4 plazuelas; las calles aunque sin empedrar, son cómodas por su piso llano; hay 2 hospitales, uno para los enfermos pobres del pueblo, y el otro para los pobres transeúntes, el primero lo fundó Antonio López en el año de 1670 con la obligacion de tener permanentes 3 camas para los enfermos, dándoles su racion, asistencia y botica necesaria: sus rentas consisten en unos capitales de censos cobrables de 400 rs. anuales y 160 en casas: tiene ademas un crédito público de 3,000 reales, producto de fincas vendidas, que nada se cobra: el segundo fue fundado por el doctor Vallejo, cuyas rentas consisten en 400 rs. que rinde el alquiler de unas cámaras para tercias, y 176 mas de 4 capitales de censos; un pósito que tenia 800 fan. de trigo puestas por los vec. las que se vendieron el año de 1837 por órden del Gobierno, sin que hasta el día se hayan repuesto; escuela de instruccion primaria para niños, á la que concurren 110, que se hallan a cargo de un maestro dotado con 1,800 rs. y la retribucion de sus alumnos; otra de niñas, á la que asisten 40, cuya maestra recibe 1,000 rs, y la retribucion; un palacio del conde de Altamira, compuesto de muchas y buenas habitaciones, y un bonito jardin con diferentes fuentes, y una igl. parr. (Sta. Maria), servida por un párroco, cuyo curato es de segundo ascenso y provision en concurso; hay 4 ermitas, una dentro de la publ. bastante pequeña, en la que se venera el Santo Cristo de la Sala: otra al E. (Ntra. Sra. de la Soledad): otra al O. Ntra. Sra. del Rosario, y la otra que es la mayor de todas y la patrona del pueblo, Ntra. Sra. de la Antigua, las 3 primeras son de mala construccion, y la última es de piedra y bastante espaciosa: el cementerio sit. á la parte de los cerros, junto á la ermita de la Soledad, no perjudica á la salud pública, y los vec. se surten de aguas potables para sus usos, de una fuente que está en un cerrito al N. del pueblo, haciéndolo para el de los ganados, de las aguas de otra que se halla próxima á la plaza de la Constitucion. El térm. confina N. Arganda; E. Perales; S. Chinchon, y O. Bayona: se estiende 3/4 de leg. de N. á S., y 1 1/4 de E. á O., y comprende 2,263 fan. de tierra en vega ó de regadío, 200 de secano, 837,288 cepas y 29,787 olivas: se han desamortizado en las anteriores épocas constitucionales 60 fan. de tierra en riego, 40 en secano y 41,200 cepas: se encuentra en él una casa de labor, un molino aceitero, una deh. de leñas bajas, buen esparto, un pequeño bosque y una cantera de piedra azucarada, que aunque común, es bastante limpia y blanca; en los cerros del N. hay canteras de piedra tosca, y en los que están al S. bastantes yeseras. El r. Tajuña atraviesa el térm. pasando al S. del pueblo y á un tiro de bala de él, corre de E. á O., y sus aguas riegan la vega por medio de pequeñas acequias ó cauces y dan impulso á 2 molinos harineros y una fáb. para hilos, que está sin uso desde que se construyó; en las riberas de este r. se encuentran vanas huertas, entre ellas una de 12 fan. de tierra, circunvalada por el r. en forma de isla; tiene 2 paseos que le atraviesan en direccion opuesta, con sus lados plantados de membrilleros y muchos árboles frutales de todas clases. El terreno es llano en la parte de vega, y en los cerros bastante desigual y de mediana calidad. caminos: los que dirigen á los pueblos limítrofes en pésimo estado. El correo se recibe 3 veces á la semana. prod.: cereales, vino en abundancia y toda clase de legumbres; mantiene ganado lanar y vacuno; cria caza menor, y pesca de barbos y anguilas en abundancia. ind. y comercio: la agrícola, fabricacion de aguardiente, un batan de paños ordinarios, 2 molinos harineros, uno de aceite, esportacion de vinos y legumbres, é importacion de los art. de que se carece en la v. pobl.: 513 vec., 2,482 alm. cap. prod.: 11.126,150 imp.: 426,097. contr.: según el cálculo general y oficial de la prov., 9,65 por 100.
Seria sumamente útil para el fomento de la riqueza de esta v., la construccion de un camino desde la misma á el de Valencia que pasa por Arganda, con lo que se facilitaria mucho la esportacion del vino, que en el dia se halla bastante entorpecida á causa de la mucha pendiente de las cuestas y mal estado de los caminos actuales.
(Madoz, 1848, pp. 588-589)

El nombre de la población se cita en la obra de Enrique Pérez Escrich La envidia.

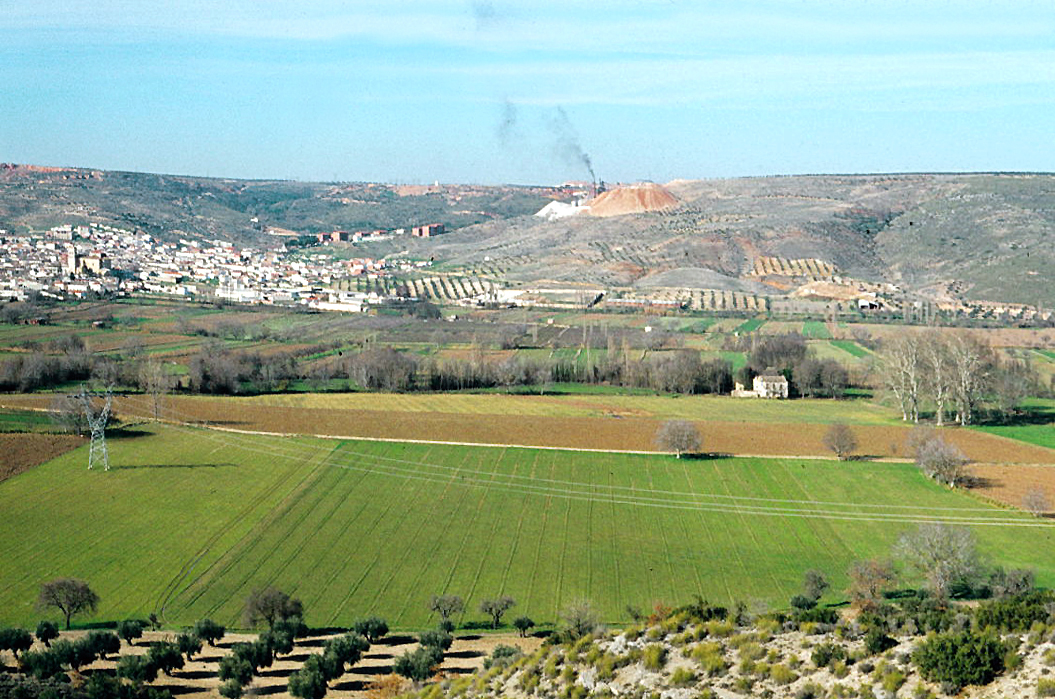
Paisaje del municipio en la década de 1970

En 1901 se produjo la llegada del ferrocarril a la población con la apertura al tráfico de una prolongación de la línea de vía estrecha Madrid-Arganda del Rey, lo que posteriormente se conocería como el ferrocarril del Tajuña. Este trazado llegó a contar con una estación propia en Morata de Tajuña, disponiendo de servicios mixtos de pasajeros y mercancías. La línea cayó en declive en la década de 1950, a pesar de lo cual se mantuvo operativa como ferrocarril industrial hasta al menos 1997.

## Demografía
Cuenta con una población de 8319 habitantes (INE 2024).
| Gráfica de evolución demográfica de Morata de Tajuña entre 1842 y 2021                                                                                      |
| |
| Población de derecho según los censos de población del INE Población de hecho según los censos de población del INEEn este censo se denominaba Morata: 1842 |

## Transporte
En transporte público sólo se puede acceder en autobús. Tiene tres líneas interurbanas, dos de ellas, la línea 336 y la línea 337, con cabecera en la estación de Conde de Casal.
| Línea | Recorrido                                                         |
| ----- | ----------------------------------------------------------------- |
| 330   | Rivas-Vaciamadrid – Arganda del Rey (Hospital) - Morata de Tajuña |
| 336   | Madrid (Conde de Casal) – Morata de Tajuña                        |
| 337   | Madrid (Conde de Casal) - Chinchón - Valdelaguna                  |

## Cultura

### Patrimonio
Museo de la Molinería
En el valle del Tajuña, al menos desde el siglo XII, se documenta la existencia de una importante red de molinos harineros hidráulicos que recorría el curso natural del río y que se mantuvieron en activo hasta los años sesenta del siglo pasado.
El Molino de la Huerta de Angulo es uno de estos molinos del Tajuña que, durante siglos, suministraron de harina a los pueblos de Las Vegas. El actual edificio data de principios del siglo XVIII, aunque se intuye la existencia de una edificación anterior que podría datar de dos siglos antes.
Con dos cuerpos superpuestos, el central contiene de mecanismo de molturación. Las dos alturas culminan en una cubierta de teja cerámica a cuatro aguas.
El edificio tuvo distintos propietarios y arrendatarios, siendo conocido a lo largo del tiempo como Molino de Abajo o Molino de la Huerta de la Vega, cuando pertenecería a la casa de Altamira, poseedora del señorío de Morata y propietaria también del batán de paños de la isla Taray.
En 1888, fue reformado por Diego María Jarava, mejorando sus prestaciones y relegando al abandono a otro artefacto del municipio, el Molino Hundido.

### Fiestas
Durante la Semana Santa, el Jueves Santo, en la localidad se celebra la Pasión, fiesta declarada de Interés Turístico. La Semana Santa de Morata de Tajuña una de las más destacadas y visitadas de la Comunidad de Madrid, con actos desde el Domingo de Ramos hasta el Domingo de Pascua. Pero es la representación de la Pasión Viviente de Jesús, que se realiza desde el Jueves Santo de 1987, el hecho más destacado.
Declarada de Interés Turístico desde 2001, es la única en el mundo que cuenta además con la Bendición Apostólica de Su Santidad para todos los actores y colaboradores, así como para los visitantes que cada Jueves Santo se acercan a la villa de Morata.
El origen de esta representación por las calles y plazas está en los antiguos Autos Sacramentales que ya desde el siglo XVII narraban para los vecinos las historias de la vida de Jesús y de los santos.